# Indi(III) sulfat
Inđi(III) sunfat (công thức hóa học: In2(SO4)3) là một hợp chất vô cơ, muối sunfat của kim loại inđi. Đây là một sesquisunfat, có nghĩa là nhóm sunfat gấp 3/2 lần so với kim loại. Nó có thể được hình thành bởi phản ứng của inđi, oxit của nó, hoặc cacbonat của nó với axit sunfuric. Yếu tố quyết định là sự dư thừa axit mạnh, nếu không thì các muối kiềm không hòa tan được hình thành. Hợp chất inđi(III) sunfat có thể tồn tại ở nhiều dạng, dạng khan hoặc có dạng pentahydrat  hoặc nonahydrat. Inđi(III) sunfat được sử dụng trong sản xuất các chất có trong inđi. Hợp chất này cũng có thể được tìm thấy trong các muối kiềm, muối axit hoặc muối kép bao gồm phèn inđi.

## Sử dụng
Inđi(III) sunfat là một hóa chất thương mại có sẵn. Nó có thể được sử dụng để mạ kim loại inđi, đóng vai trò chất làm cứng trong mạ vàng hoặc để chế tạo các chất indi khác như đồng inđi selenide. Nó đã được bán như một chất bổ sung sức khoẻ, mặc dù không có bằng chứng về lợi ích cho con người, và hợp chất này mang tính độc hại.